# Рабочая газета (1922—1932)
Рабочая газета (с № 1 по № 97 — «Рабочий») — советская ежедневная массовая газета, орган ЦК ВКП(б). Выходила с 1922 по 1932 год.

## История
Газета начала выходить в Москве с 1 марта 1922 года. Главными редакторами газеты были: К. С. Еремеев, Ф. Я. Кон, Н. И. Смирнов, К. Мальцев, В. Филатов. 
К 1927 году тираж газеты превышал 300 000 экземпляров. В качестве приложений к газете начали выходить ряд журналов, некоторые из которых впоследствии стали самостоятельными изданиями. К таким относятся журналы «Крокодил», «Работница», «Хочу всё знать», «Юные строители», «Мурзилка», «Экран киногазеты», «Листок рабкора», «Творчество в цеху». 
Последний номер газеты вышел 29 января 1932 года. С 1932 года сотрудники закрытой газеты перешли во вновь образованную редакцию газеты «Водный транспорт», ставшей органом Наркомвода СССР и ЦК профсоюза водников.